# Libera (slak)
Libera is een geslacht van weekdieren uit de klasse van de Gastropoda (slakken).

## Soorten
- Libera fratercula (Pease, 1867)
- Libera subcavernula (Tryon, 1887)